# Euchilichthys guentheri
Euchilichthys guentheri är en fiskart som först beskrevs av Schilthuis, 1891.  Euchilichthys guentheri ingår i släktet Euchilichthys och familjen Mochokidae. IUCN kategoriserar arten globalt som livskraftig. Inga underarter finns listade i Catalogue of Life.